# (33874) 2000 JF53
2000 JF53 (asteroide 33874) é um asteroide da cintura principal. Possui uma excentricidade de 0.13146890 e uma inclinação de 12.94451º.
Este asteroide foi descoberto no dia 9 de maio de 2000 por LINEAR em Socorro.